# Cầu An Đông
Cầu An Đông là một cây cầu bắc qua sông Dinh tại tỉnh Ninh Thuận, Việt Nam.

## Vị trí
Cầu là một phần của trên tuyến đường ven biển Ninh Thuận, nằm trên địa bàn các phường Mỹ Đông, Đông Hải thuộc thành phố Phan Rang – Tháp Chàm và xã An Hải thuộc huyện Ninh Phước.

## Thiết kế
Cầu An Đông có chiều dài 1.018 m, gồm 16 nhịp, trong đó phần cầu chính có 5 nhịp, mặt cầu rộng 20,5 m. Tĩnh không thông thuyền của cầu cao 10,5 m và rộng 80 m. Cầu có quy mô vĩnh cửu, thi công bằng công nghệ đúc hẫng cân bằng kết hợp dây văng, đặt qua 4 trụ tháp cao 14,5 m tính từ mặt cầu, do nhà thầu Hyundai Amco (Hàn Quốc) thi công.

## Thi công
Công trình có tổng mức đầu tư trên 1.327 tỷ đồng từ nguồn vốn trái phiếu Chính phủ, được khởi công vào ngày 19 tháng 5 năm 2011 và khánh thành vào ngày 29 tháng 8 năm 2015.